# Ilyarachna kurilensis
Ilyarachna kurilensis is een pissebed uit de familie Munnopsidae. De wetenschappelijke naam van de soort is voor het eerst geldig gepubliceerd in 1979 door Kussakin & Mezhov.